# 圣菲国家森林

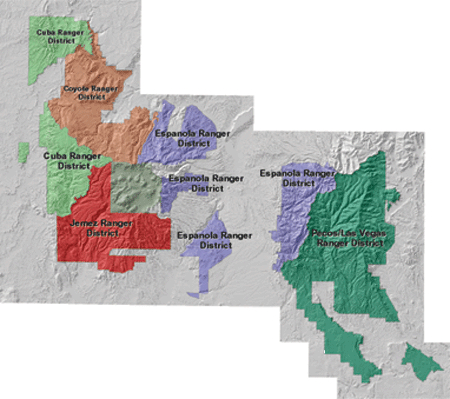
圣菲国家森林地图，显示出四处分布的巡逻区。

圣菲国家森林（英語：Santa Fe National Forest）是一座美国国家森林，位于美國西南部的新墨西哥州。该森林于1915年设立，面积1,558,452英畝（6,306.83平方），海拔从5,300英尺（1,600）到13,103英尺（3,994）、佩科斯荒原的杜鲁查斯峰处。依照林地面积排列，森林分布于里奧阿里巴縣、聖米格爾縣、桑多瓦爾縣、圣菲县、莫拉縣和洛斯阿拉莫斯縣内，森林的行政中心位于圣菲城内。